# Хуші (Сучава)
Хуші (рум. Huși) — село у повіті Сучава в Румунії. Входить до складу комуни Преутешть.
Село розташоване на відстані 335 км на північ від Бухареста, 24 км на південний схід від Сучави, 96 км на захід від Ясс.

## Населення
За даними перепису населення 2002 року у селі проживали 725 осіб, усі — румуни. Усі жителі села рідною мовою назвали румунську.